# Костарика на Светском првенству у атлетици у дворани 2022.
Костарика је учествовала на 18. Светском првенству у атлетици у дворани 2022. одржаном у Београду од 18. до 20. марта десети пут. Репрезентацију Костарике представљала је 1 атлетичарка која се такмичила у трци на 60 метара препоне.,
На овом првенству такмичарка Костарике није освојила ниједну медаљу нити су постигла неки резултат јер није стартовала.

## Учесници
Жене:
- Андреа Каролина Варгас — 60 м препоне

## Резултати

### Жене
| Атлетичарка            | Дисциплина   | Лични рекорд | Квалификација   | Квалификација   | Полуфинале            | Полуфинале            | Финале                | Финале                | Детаљи |
| Атлетичарка            | Дисциплина   | Лични рекорд | Резултат        | Место           | Резултат              | Место                 | Резултат              | Место                 | Детаљи |
| ---------------------- | ------------ | ------------ | --------------- | --------------- | --------------------- | --------------------- | --------------------- | --------------------- | ------ |
| Андреа Каролина Варгас | 60 м препоне | 8,08 НР      | Није стартовала | Није стартовала | Није се квалификовала | Није се квалификовала | Није се квалификовала | Није се квалификовала |        |